# Australian Masters
De Australian Masters is een golftoernooi in Australië die opgericht werd in 1979. Het maakt deel uit van de Australaziatische PGA Tour. Het toernooi maakte van 2006 tot 2009 ook deel uit van de Europese PGA Tour.
Het wordt gespeeld in een strokeplay-formule met vier ronden. Na de tweede ronde wordt de cut toegepast.

## Geschiedenis
In 1979 werd het toernooi opgericht en de eerste editie vond plaats op de Huntingdale Golf Club in Melbourne (Victoria). De golfclub was tot 2008 de thuis basis van dit toernooi. De Australische golfer Greg Norman won op de Huntingdale Golf Club zeven keer het toernooi en is tot het heden de recordwinnaar van dit toernooi.

## Winnaars
| Jaar                         | Baan                      | Winnaar            | Score              | Score              | Info                              |
| Australian Masters           | Australian Masters        | Australian Masters | Australian Masters | Australian Masters | Australian Masters                |
| ---------------------------- | ------------------------- | ------------------ | ------------------ | ------------------ | --------------------------------- |
| 1979                         | Huntingdale Golf Club     | Barry Vivian       | 289                | –3                 |                                   |
| 1980                         | Huntingdale Golf Club     | Gene Littler po    | 288                | –4                 |                                   |
| 1981                         | Huntingdale Golf Club     | Greg Norman        | 289                | –3                 |                                   |
| 1982                         | Huntingdale Golf Club     | Graham Marsh       | 289                | –3                 |                                   |
| 1983                         | Huntingdale Golf Club     | Greg Norman        | 285                | –7                 |                                   |
| 1984                         | Huntingdale Golf Club     | Greg Norman        | 285                | –7                 |                                   |
| 1985                         | Huntingdale Golf Club     | Bernhard Langer    | 281                | –11                |                                   |
| 1986                         | Huntingdale Golf Club     | Mark O'Meara       | 284                | –8                 |                                   |
| 1987                         | Huntingdale Golf Club     | Greg Norman        | 273                | –21                |                                   |
| 1988                         | Huntingdale Golf Club     | Ian Baker-Finch    | 278                | –14                |                                   |
| 1989                         | Huntingdale Golf Club     | Greg Norman        | 280                | –12                |                                   |
| 1990                         | Huntingdale Golf Club     | Greg Norman        | 273                | –19                |                                   |
| 1991                         | Huntingdale Golf Club     | Peter Senior       | 278                | –14                |                                   |
| 1992                         | Huntingdale Golf Club     | Craig Parry        | 283                | –9                 |                                   |
| 1993                         | Huntingdale Golf Club     | Bradley Hughes     | 281                | –11                |                                   |
| 1994                         | Huntingdale Golf Club     | Craig Parry        | 282                | –10                |                                   |
| 1995                         | Huntingdale Golf Club     | Peter Senior       | 280                | –12                |                                   |
| Ericsson Masters             |                           |                    |                    |                    |                                   |
| 1996                         | Huntingdale Golf Club     | Craig Parry        | 279                | –13                |                                   |
| 1997                         | Huntingdale Golf Club     | Peter Lonard       | 276                | –16                |                                   |
| 1998                         | Huntingdale Golf Club     | Bradley Hughes     | 268                | –24                |                                   |
| 1999                         | Huntingdale Golf Club     | Craig Spence       | 276                | –16                |                                   |
| 2000                         | Huntingdale Golf Club     | Michael Campbell   | 282                | –10                |                                   |
| 2001                         | Huntingdale Golf Club     | Colin Montgomerie  | 278                | –10                |                                   |
| MasterCard Masters           |                           |                    |                    |                    |                                   |
| 2002                         | Huntingdale Golf Club     | Peter Lonard po    | 279                | –9                 |                                   |
| 2003                         | Huntingdale Golf Club     | Robert Allenby po  | 277                | –11                |                                   |
| 2004                         | Huntingdale Golf Club     | Richard Green po   | 271                | –17                |                                   |
| 2005                         | Huntingdale Golf Club     | Robert Allenby po  | 271                | –17                |                                   |
| 2006                         | Huntingdale Golf Club     | Justin Rose        | 276                | –12                |                                   |
| 2007                         | Huntingdale Golf Club     | Aaron Baddeley po  | 275                | –13                | Won de play-off van Daniel Chopra |
| Sportsbet Australian Masters |                           |                    |                    |                    |                                   |
| 2008                         | Huntingdale Golf Club     | Rod Pampling po    | 276                | –12                | Won de play-off van Marcus Fraser |
| JBWere Masters               |                           |                    |                    |                    |                                   |
| 2009                         | Kingston Heath Golf Club  | Tiger Woods        | 274                | –14                |                                   |
| 2010                         | Victoria Golf Club        | Stuart Appleby     | 274                | –10                |                                   |
| 2011                         | Victoria Golf Club        | Ian Poulter        | 269                | –15                |                                   |
| Talisker Masters             |                           |                    |                    |                    |                                   |
| 2012                         | Kingston Heath Golf Club  | Adam Scott         | 271                | –17                |                                   |
| 2013                         | Royal Melbourne Golf Club | Adam Scott         | 270                | –14                |                                   |
| 2014                         | Metropolitan Golf Club    | Nick Cullen        | 279                | –9                 |                                   |

| Toernooirecord |  | po = winnaar na play-off |